# آنتم رکوردز
آنتم رکوردز (انگلیسی: Anthem Records) یک ناشر موسیقی مستقل کانادایی مستقر در تورنتو، انتاریو است که از سال ۱۹۷۷ آغاز به کار کرد.